# Герб Кувшинской Салмы

## Описание герба
Французский щит пересечён с правого верхнего края в левый нижний волнообразной лазуревой (голубой) перевязью, сверху и снизу окаймлённой серебром. В левой верхней части на диамантовом (чёрном) поле — золотой кувшин. В нижнем правом зелёном поле — золотой якорь.

## Символика
Кувшин в чёрном поле и голубая перевязь означают географические признаки: остров Кувшин, рядом с которым расположен посёлок, отделяет пролив («салма»). Кувшин и перевязь вместе обозначают название посёлка. Якорь на зелёном поле щита обозначает назначение посёлка — база морских пограничников.

## История герба
Посёлок Кувшинская Салма образован 12 декабря 1921 года приказом Мурманского губотдела Всероссийского Чрезвычайного комитета № 198, как пункт базирования отряда сторожевых кораблей по охране морских границ на Севере. С июля 1992 года посёлок входил в состав ЗАТО Скалистый (город Гаджиево). В мае 2008 года Указом Президента РФ несколько ЗАТО Мурманской области, в том числе и ЗАТО Скалистый были объединены в ЗАТО Александровск. Администрация ЗАТО находится в Снежногорске, совет депутатов в Гаджиево. В составе ЗАТО Александровск образованы 3 административных округа, в том числе «административный округ Гаджиево», включающий г. Гаджиево и п. Кувшинскую Салму.
Первоначальный проект герба был составлен начальником военного гарнизона Кувшинской Салмы Владимиром Владимировичем Ивановым. В 1995 году проект Иванова был доработан геральдистом Ю. Рубцовым и представлен им на обсуждение в североморское геральдическое общество. Проект получил одобрение, а в 1996 году Всероссийским геральдическим обществом был выпущен значок с этим проектом герба. В октябре 1995 года герб был утверждён. 15 мая 2003 года Решением № 40 Совета депутатов ЗАТО Скалистый было утверждено Положение о символике муниципального образования Скалистый (ЗАТО) Мурманской области. Положение подтвердило ранее существующий герб Кувшинской Салмы.